# Astore (Castiglione delle Stiviere)
Astòre è una frazione del comune di Castiglione delle Stiviere, ubicata a nord del capoluogo, al confine con il comune di Lonato del Garda in provincia di Mantova.
Il nome di questa località trae origine, probabilmente, da quello del noto uccello rapace simile allo sparviero (vedi Ástore) che, verosimilmente, anticamente nidificava in queste zone, un tempo prevalentemente boschive oppure dal latino aestiva, allusiva agli accampamenti romani che erano presenti sulle colline nel periodo estivo.
Astore è ricordato nella storia locale per il tragico episodio dei morti dell'Astore, due giovani contadini che, secondo la tradizione locale, nel 1742 furono scambiati per due evasi in fuga e per questo giustiziati dalle milizie imperiali austriache. In loro memoria vennero erette due piccole cappelle votive. 
In realtà altri studi più recenti - di una ventina d'anni - vogliono una diversa vicenda, secondo cui le cappelle sono state erette nel 1742 e i due sventurati hanno trovato la morte in una rivolta contro il principe Ferdinando II Gonzaga nel principio del XVIII secolo.